# هیپوداموس

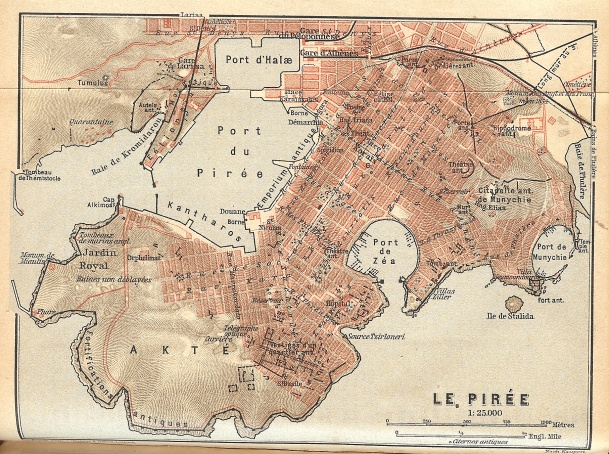
نقشه شهر پیرایوس.

هیپوداموس (به یونانی: Ἱππόδαμος ὁ Μιλήσιος) دانشمند یونانی( ۴۸۹ قبل از میلاد-۴۰۸ قبل از میلاد) از اهالی ملطیه بود. او یک معمار ، شهرساز ، فیزیکدان ، فیلسوف ، هواشناس و ریاضیدان بود که به عنوان پدر طراحی شهری به روش علمی شناخته می شود.
او در ملطیه زاده شد و در خلال قرن پنج قبل از میلاد ، دوره ای که عصر کلاسیک یونان باستان محسوب می‌شود زندگی می کرد. طراحی شهر پیرایوس در پیش از ۴۴۶ قبل از میلاد و همچنین مهاجرنشین آنتی توری از کار های اوست.
طرح هیپوداموسی (به انگلیسی: Grid plan)، یا سیستم هیپوداموسی، روشی از دوران باستان یونان برای توسعه، تأسیس مجدد یا بازسازی شهرها است. این طرح به معنای تکامل مدل موجود شهرهای نواری است که شامل قطعاتی است که در یک شبکه قرار دارند و دارای آگورای مرکزی هستند. قطعات مستطیلی، که به بلوک‌های دو ردیفه تشکیل شده‌اند، توسط خیابان‌های اصلی پهن (پلاتئی) و خیابان‌های فرعی باریک‌تر که آنها را به صورت عمود قطع می‌کنند (استنوپوی) دسترسی پیدا می‌کنند. خانه‌های نمونه، بهره‌وری بهینه از زمین و استانداردهای برابر زندگی را تضمین می‌کنند. هیپوداموس از میلتوس این طرح را از ایده برابری تمام شهروندان، یعنی ایزونومیا، توسعه داد.
در معماری شهری مدرن، اصطلاح نوع شبکه مربعی نیز برای یک نقشه خیابان در سیستم هیپوداموسی رایج است.
در سال ۴۷۹ قبل از میلاد، شهر میلتوس پس از تخریب توسط پارسیان، با بلوک‌هایی که به سه قطعه دو به دو تقسیم شده بودند، مطابق با سیستم هیپوداموسی بازسازی شد. در سال ۳۵۲ قبل از میلاد، پرین مطابق با قوانین هارمونی فیثاغورس و سیستم هیپوداموسی ساخته شد.
در شهرهای رومی نیز این اصل پذیرفته شد.